# Культ (роман Дереша)
«Культ» — перший роман українського письменника Любка Дереша, написаний в 2001 році (автору було 16 років), був виданий видавництвом «Кальварія», пізніше ліцензії на видання твору отримало «Фоліо» та Книжковий клуб «Клуб сімейного дозвілля».

## Переклади
- Сербія. Cult. Narodna Knjiga-Alfa.
- Болгарія. Cult. Издателство РИВА.
- Польща. Kult. Prószyński i S-ka. 2005.
- Німеччина. Kult. Suhrkamp Verlag. 2005.
- Італія. Kult. LAIN-Fazi Editore. 2007.
- Франція. Culte. Stock. 2009.

Редактор німецького видавництва «Suhrkamp Verlag» Катаріна Раабе характеризує роман «Культ» так:
|  | Я думаю, це одна з тих книжок, яка зорієнтована на аудиторію читачів, яким подобається жанр «фентезі». Ця книга не призначена тільки молоді — вона призначена допитливому читачеві. Але це також твір і для старших читачів-інтелектуалів. Оскільки це та книга, у котрій втілено світ за допомогою тексту. Тому багато людей отримають задоволення. |